# Bistum Ziguinchor
Das Bistum Ziguinchor (lateinisch : Dioecesis Ziguinchorensis) ist eine in Senegal gelegene römisch-katholische Diözese mit Sitz in Ziguinchor. Es umfasst die Region Ziguinchor. 

## Geschichte
Papst Pius XI. gründete die Apostolische Präfektur Ziguinchor mit der Apostolischen Konstitution Ut inter infideles am 25. April 1939 aus Gebietsabtretungen des Apostolischen Vikariates Dakar. Am 10. Juli 1952 wurde sie zum Apostolischen Vikariat erhoben. 
Am 14. September 1955 wurde sie mit der Bulle Dum tantis zum Bistum erhoben und dem Erzbistum Dakar als Suffragandiözese unterstellt. 
Teile seines Territoriums verlor es zugunsten der Errichtung folgender Bistümer:
- 21. Januar 1957 an die Apostolische Präfektur Kaolack;
- 22. Dezember 1999 an das Bistum Kolda.

## Ordinarien

### Apostolische Präfekten von Ziguinchor
- Joseph Faye CSSp (31. Mai 1939–1947)
- Prosper Paul Dodds CSSp (13. Juni 1947–10. Juli 1952)

### Apostolischer Vikar von Ziguinchor
- Prosper Paul Dodds CSSp (10. Juli 1952–14. September 1955)

### Bischöfe von Ziguinchor
- Prosper Paul Dodds CSSp (1955–1966, dann Bischof von Saint-Louis du Sénégal)
- Augustin Sagna (1966–1995)
- Maixent Coly (1995–2010)
- Paul Abel Mamba Diatta (2012–2021, dann Bischof von Tambacounda)
- Jean Baptiste Valter Manga (seit 2024)

## Statistik

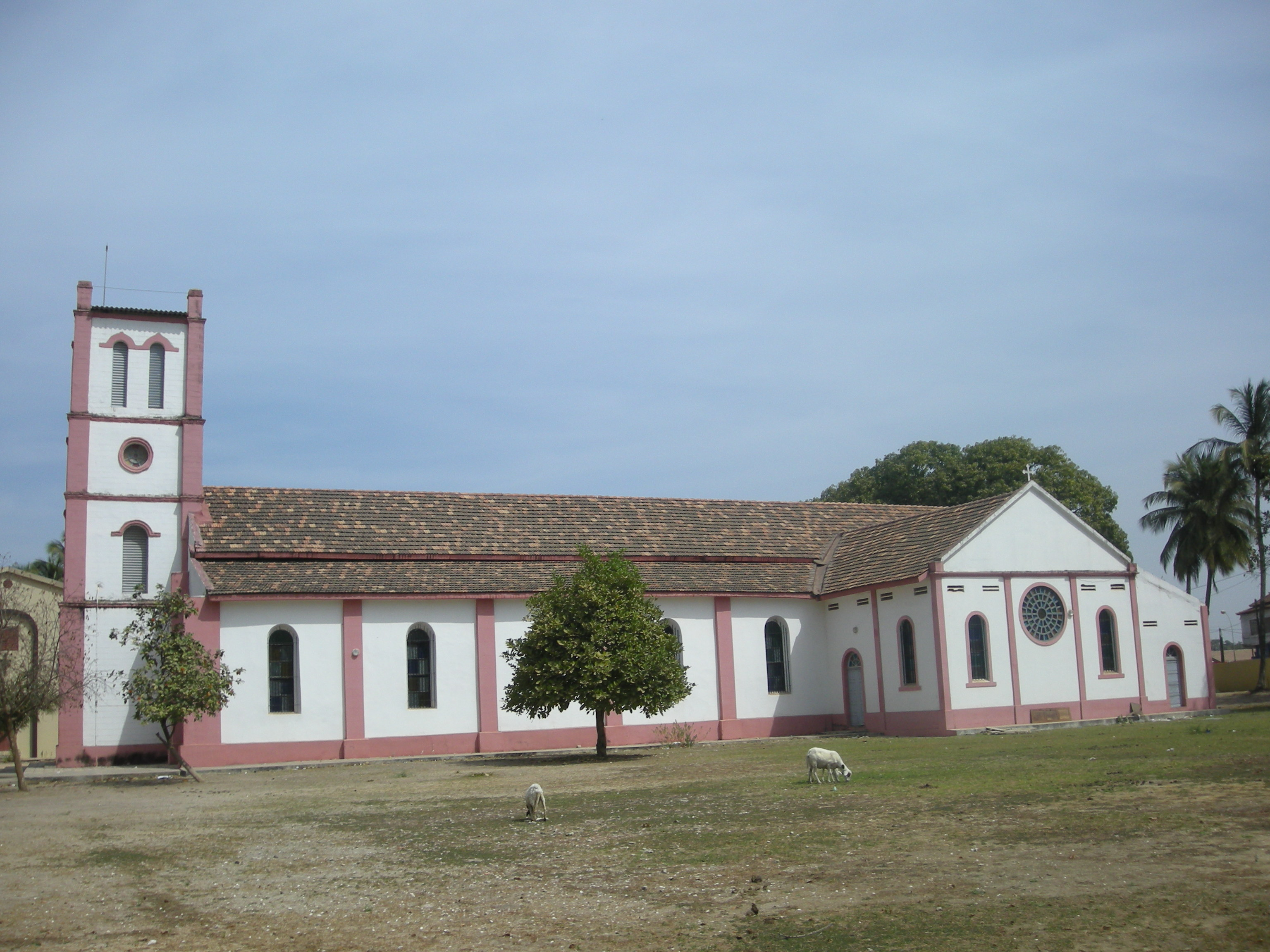
Cathédrale Saint Antoine de Padoue

| Jahr | Bevölkerung | Bevölkerung | Bevölkerung | Priester     | Priester         | Priester       | Priester               | Ständige Diakone | Ordensleute | Ordensleute | Pfarreien |
| Jahr | Katholiken  | Einwohner   | %           | Gesamtanzahl | Diözesanpriester | Ordenspriester | Katholiken je Priester | Ständige Diakone | männlich    | weiblich    | Pfarreien |
| ---- | ----------- | ----------- | ----------- | ------------ | ---------------- | -------------- | ---------------------- | ---------------- | ----------- | ----------- | --------- |
| 1950 | 19.355      | 325.000     | 6,0         | 21           | 2                | 19             | 921                    |                  | 19          | 12          | 2         |
| 1969 | 40.000      | 600.000     | 6,7         | 45           | 15               | 30             | 888                    |                  | 50          | 103         | 21        |
| 1980 | 50.000      | 800.000     | 6,3         | 45           | 21               | 24             | 1.111                  |                  | 48          | 228         | 10        |
| 1990 | 84.039      | 1.178.157   | 7,1         | 66           | 57               | 9              | 1.273                  |                  | 24          | 120         | 25        |
| 1999 | 313.700     | 1.990.170   | 15,8        | 87           | 76               | 11             | 3.605                  |                  | 23          | 136         | 23        |
| 2000 | 231.793     | 804.830     | 28,8        | 85           | 72               | 13             | 2.726                  |                  | 29          | 73          | 16        |
| 2001 | 91.128      | 557.606     | 16,3        | 88           | 80               | 8              | 1.035                  |                  | 21          | 76          | 20        |
| 2004 | 93.750      | 562.000     | 16,7        | 88           | 81               | 7              | 1.065                  |                  | 17          | 80          | 25        |
| 2017 | 130.000     | 581.400     | 22,4        | 105          | 90               | 15             | 1.238                  |                  | 50          | 95          | 28        |